# 1941

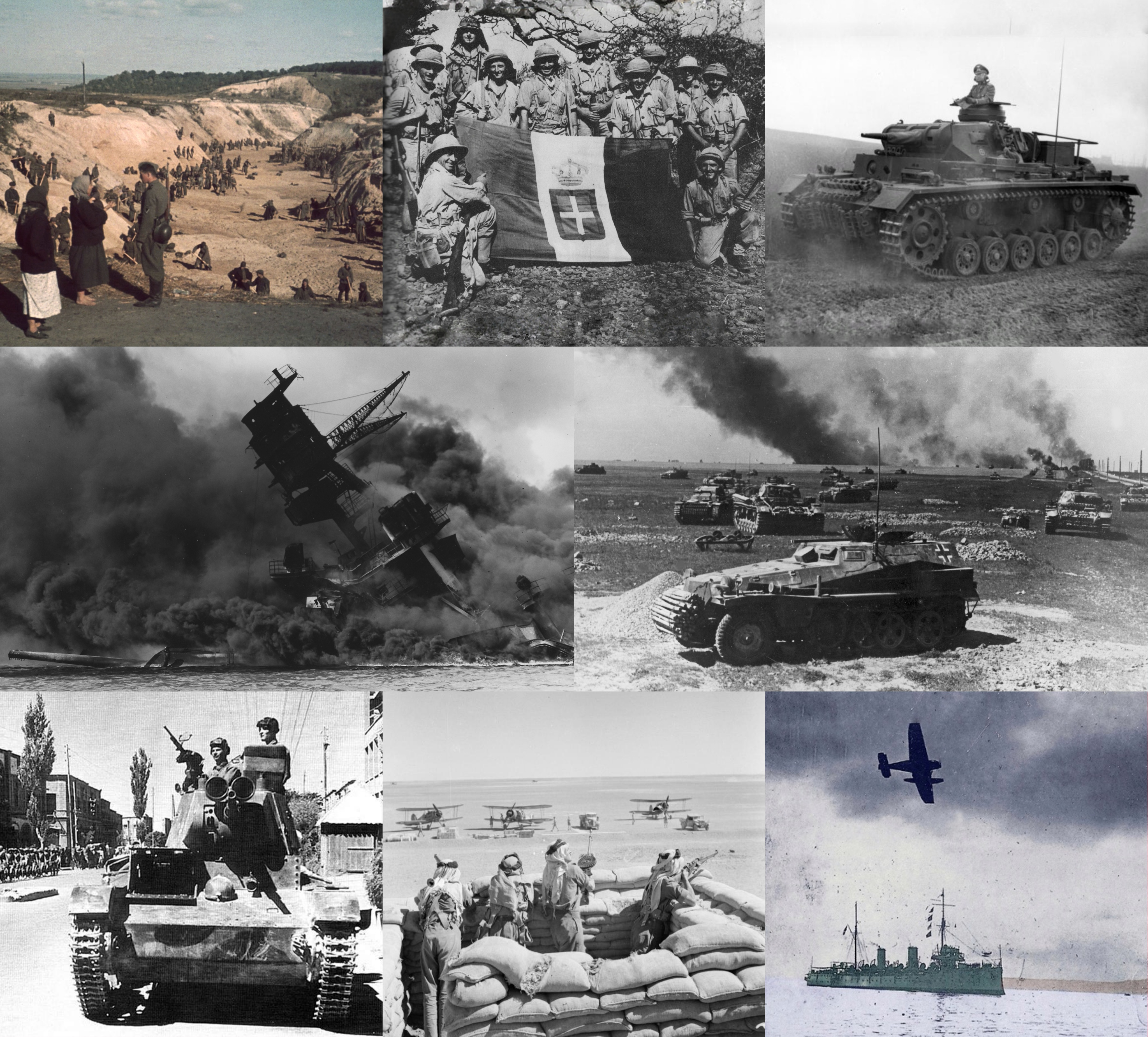

1941 (MCMXLI) là một năm thường bắt đầu vào Thứ tư của lịch Gregory, năm thứ 1941 của Công nguyên hay của Anno Domini, the năm thứ 941  của thiên niên kỷ 2, năm thứ 41  của thế kỷ 20, và năm thứ  2   của thập niên 1940. 

## Sự kiện

### Tháng 1
- 13 tháng 1: Binh biến Đô Lương.
- 28 tháng 1: Nguyễn Ái Quốc về nước trực tiếp lãnh đạo cách mạng Việt Nam.

### Tháng 2
- 14 tháng 2: thành lập trung đội cứu quốc quân tại Bắc Sơn
- 26 tháng 2:Trận Los Angeles

### Tháng 5
- 15 tháng 5 - thành lập Đội Thiếu niên Tiền phong Hồ Chí Minh.
- 19 tháng 5: Việt Nam độc lập đồng minh hội ra đời (Việt Minh).

### Tháng 6
- 22 tháng 6: Đức Quốc xã bất ngờ phát động tấn công Liên Xô, khởi đầu Chiến tranh Xô–Đức
- 29 tháng 6: Đức Quốc xã đánh chiếm thành phố Minsk.
- 30 tháng 6: Đức Quốc xã đánh chiếm pháo đài Brest.

### Tháng 7
- 3 tháng 7: Stalin hiệu triệu nhân dân Liên Xô kháng chiến chống Đức Quốc xã.
- 4 tháng 7: Có thể Đức bắt đầu thảm sát Ponary.[1]
- 10 tháng 7: Mở đầu trận Smolensk

### Tháng 9
- 10 tháng 9: Kết thúc trận Smolensk.
- 30 tháng 9: Đức Quốc xã công chiếm Kiev.

### Tháng 11
- 7 tháng 11: Liên Xô tổ chức cuộc duyệt binh huyền thoại trên Quảng trường Đỏ trước khi các binh chủng Hồng quân tiến thẳng ra mặt trận.

### Tháng 12
- 5 tháng 12: Hồng quân Liên Xô phản công tại Moskva.
- 7 tháng 12: trận Trân Châu cảng.
- 8 tháng 12: Hoa Kỳ tuyên chiến với Nhật Bản. Chiến tranh Thái Bình Dương chính thức bùng nổ.

## Sinh

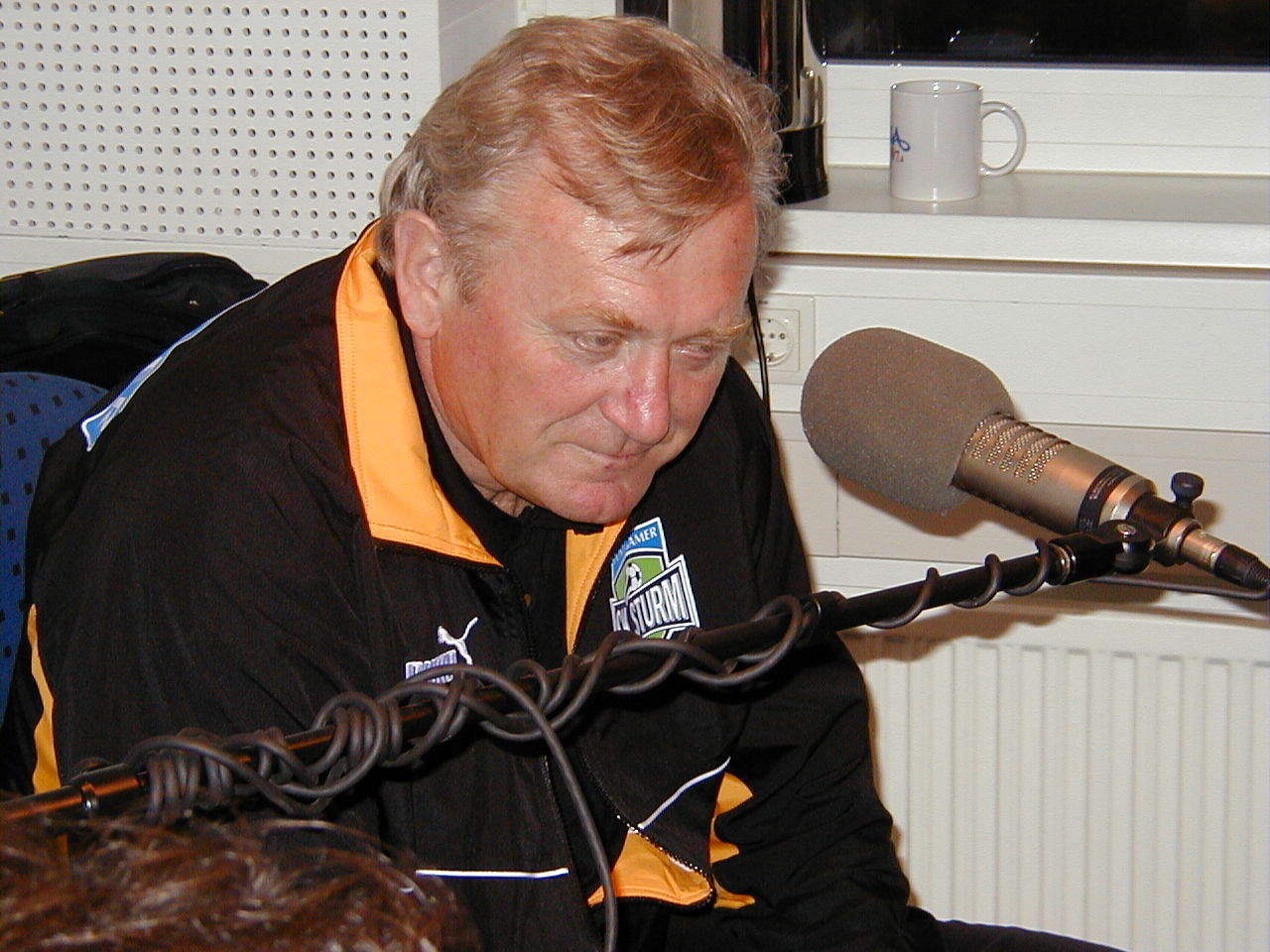
Ivica Osim

- 1 tháng 1 - Hề Sa, nghệ sĩ cải lương người Việt Nam (m. 2020).
- 3 tháng 1 - Quốc Trụ, nhà giáo, nghệ sĩ opera người Việt Nam (m. 2021).
- 14 tháng 1:
  - Phạm Tiến Duật, nhà thơ Việt Nam với nhiều tác phẩm thơ tiêu biểu viết trong thời kỳ Chiến tranh Việt Nam. (m. 2007).
  - Faye Dunaway, dien viên Mỹ.
- 31 tháng 1 – Jessica Walter, diễn viên Mỹ  (m. 2021).
- 4 tháng 3: Diệp Lang, nghệ sĩ cải lương người Việt Nam (m. 2023)
- 2 tháng 5 - Ánh Hoa, nghệ sĩ cải lương kiêm diễn viên (m. 2020).
- 6 tháng 5 - Ivica Osim, cầu thủ bóng đá người Bosna và Hercegovina (m. 2022).
- 15 tháng 6 - Bằng Việt, nhà thơ Việt Nam.
- 23 tháng 7 - Sergio Mattarella, tổng thống thứ 12 của Ý.
- 30 tháng 11 - Na Moon-hee, nữ diễn viên người Hàn Quốc.
- 8 tháng 12 – Mai Hương, ca sĩ người Việt Nam (m. 2020).
- 19 tháng 12 - Lee Myung-bak, tổng thống thứ 10 của Hàn Quốc.

## Mất

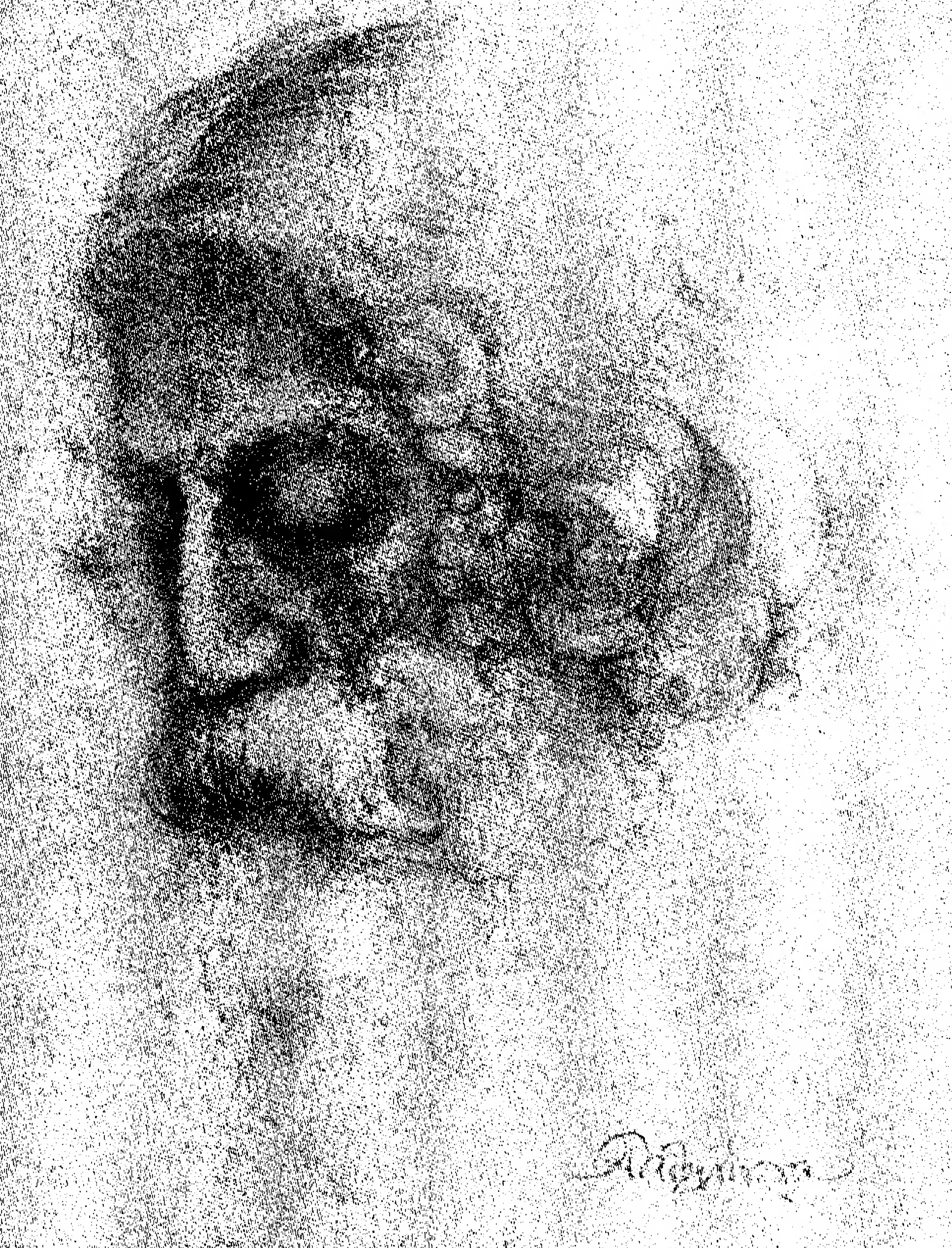
Rabindranath Tagore

- 8 tháng 5 – Nguyễn Phúc Bửu Tán, tước phong Tuyên Hóa vương, hoàng tử con vua Dục Đức (s. 1882).
- 7 tháng 8 - Rabindranath Tagore, Nhà văn Ấn Độ (s. 1861)
- 26 tháng 8 – Nguyễn Văn Cừ, Tổng Bí thư thứ tư Ban Chấp hành trung ương Đảng Cộng sản Đông Dương (s. 1912)